# Trận đánh hủy diệt
Trận đánh hủy diệt là một chiến lược quân sự mà một trong hai bên tham chiến tìm cách tiêu diệt hoặc vô hiệu hóa sức chiến đấu của chủ lực quân đội của đối phương chỉ trong một trận đánh duy nhất, bằng cách đó nhanh chóng buộc đối phương phải đầu hàng. Chiến lược thường được thực hiện bằng các sáng tạo chiến thuật trong trận đánh, từ tạo yếu tố bất ngờ đến chuyển quân hợp lý, nhằm tạo ưu thế cục bộ tại điểm dễ tổn thương của đối phương từ đó khuếch trương thành thắng lợi toàn cục.
Chiến lược này được sử dụng tương đối rộng rãi trước Chiến tranh thế giới thứ nhất, trong điều kiện các quốc gia thời đó chỉ có lãnh thổ và quân đội tương đối nhỏ, chế độ cưỡng bức quân dịch và tổng động viên chưa được thực hiện. Trong điều kiện chiến tranh mà các quốc gia tham chiến có lãnh thổ đủ rộng, khả năng tổng động viên đủ nhanh, thì "Trận đánh hủy diệt" tỏ ra có nhiều sai sót trước chiến lược chiến tranh tổng lực.

## Ý nghĩa của thuật ngữ
Trong thời cổ đại và trung cổ, nhiều trận đánh kết thúc với sự tiêu diệt một trong những lực lượng tham chiến, trận Cannae, trận Zama và trận Adrianople là những ví dụ nổi tiếng. Tuy nhiên, từ thời Phục hưng trở đi, trận chiến hủy diệt trở nên hiếm hoi, ít nhất là ở châu Âu. Ngoại lệ lớn nhất được nhìn thấy trong các trận đánh của Napoléon Bonaparte, và từ các trận đánh Napoléon rằng trận chiến hủy diệt theo nghĩa hiện đại được liên kết chặt chẽ nhất. Do đó, thuật ngữ "trận chiến hủy diệt Napoleon" đôi khi được sử dụng, Trận Austerlitz thường được trích dẫn như ví dụ điển hình của cuộc chiến hủy diệt hiện đại.

## Sau thời đại của Napoleon
Những chiến thắng của Napoléon tại trận Austerlitz (1805) và trận Jena (1806) thường được coi là những trận chiến hủy diệt cổ điển. Bản thân Napoléon không thể đạt được những kết quả quyết định như vậy, một phần vì những kẻ thù của anh sau đó đã điều chỉnh chiến thuật của anh. Ví dụ, trận Borodino, trong khi Napoleon giành được chiến thắng, vẫn không thể diệt toàn bộ quân đội Nga như mong muốn.
Tuy nhiên, các nhà chiến lược, chịu ảnh hưởng của thời kỳ Napoleon, đáng chú ý nhất là Antoine-Henri Jomini, đã tổ chức trận chiến hủy diệt Napoleon nhằm trở thành mục tiêu chính xác của các chiến dịch quân sự hiện đại. Cách giải thích này sau đó đã được công nhận bởi Carl von Clausewitz, sau đó Helmuth von Moltke ủng hộ lập luận cho các chiến lược hủy diệt với những chỉ dẫn từ Carl von Clausewitz. Clausewitz không thích Antoine-Henri Jomini cũng như các khái niệm của ông, bởi vì Jomini nhấn mạnh tính ưu việt của chính trị trong chiến tranh, vẫn thờ ơ với các lý thuyết tranh luận cho bất kỳ giải pháp tuyệt đối nào thông qua việc áp dụng lực lượng quân sự.
Liddell Hart, người tuyên bố rằng sự lựa chọn của Carl von Clausewitz đã đánh giá quá cao giá trị của những trận chiến hủy diệt. Do đó, vào đầu cuộc nội chiến Mỹ, nhiều chỉ huy quân sự hàng đầu đã dự kiến một trận chiến hủy diệt để nhanh chóng chấm dứt chiến tranh. Điều này đã không xảy ra. Kích thước và hỏa lực của quân đội đã làm cho trận chiến hủy diệt khó đạt được hơn.
Một sự tương phản có thể được nhìn thấy giữa chỉ huy Liên minh miền Nam Robert E. Lee và tướng miền Bắc Ulysses Simpson Grant. Lee, khi vào cuộc tấn công, thường hướng đến mục đích một trận chiến hủy diệt. Nỗ lực của anh ta là trong trận Chancellorsville, nơi mà một trận chiến cơ động Napoleon cổ điển bị đánh bại nhưng không thể tiêu diệt quân đội của tướng  Joseph Hooker. Lee tiếp tục cố gắng đạt được một trận chiến hủy diệt, đặc biệt là tại Gettysburg. Ngược lại, Grant được ghi nhận đã tiến hành các hoạt động chiến dịch. Trong chiến dịch Vicksburg, anh ta buộc quân của Pemberton vào một vị trí bị bao vây và buộc quân đối phương phải đầu hàng mà không có một trận chiến. Trong chiến dịch Virginia năm 1864 chống lại Lee, ông liên tục điều động quân xung quanh Lee, buộc Lee phải rút lui xa hơn và xa hơn về phía nam cho đến khi phải lựa chọn giữa bỏ thủ đô của Liên minh hoặc rút vào các con đường bị bao vây.
Trong cuộc Chiến tranh Pháp-Phổ, quân Phổ đã di chuyển quân nhanh và bao vây nhanh chóng quân Pháp. Chiến thuật này đã thành hiện thực, các trận chiến quyết định ở Metz và Sedan các đơn vị quân đội chính của Pháp đã hoàn toàn bị tiêu diệt cùng một lúc trong một khoảng thời gian tương đối ngắn. Chiến thuật này sau này là một nguồn cảm hứng cho blitzkrieg trong Thế chiến II, các đơn vị cơ động sẽ thực hiện một trận chiến hủy diệt bằng cách lao thẳng vào điểm yếu của kẻ thù, cố gắng bao vây và tiêu diệt cánh quân đối phương đã bị chia cắt. Chiến thuật này đã trở thành thành công ngoạn mục trong cuộc xâm lược Ba Lan và Pháp cho đến khi quân Đức bị tiêu diệt bởi Liên Xô trong các trận Stalingrad, Chiến dịch Bagration và trận Berlin.
Lý tưởng Napoleonic vẫn còn sống vào đầu Thế chiến thứ nhất. Trên thực tế, người Đức đã có thể thực hiện một cuộc chiến hủy diệt quân đội số 2 của Nga trong trận Tannenberg trong những tuần đầu tiên của chiến tranh. Nhưng những nỗ lực để tạo ra một kết quả như vậy trên Mặt trận Tây không có hiệu quả. Quân đội phe Hiệp ước chuẩn bị đông đảo, quá nhiều hỏa lực và quá nhiều tuyến phòng thủ sâu để có thể bị phá vỡ bởi cuộc tấn công của quân Đức.
Trong Chiến tranh Thái Bình Dương, chiến lược của Hải quân Đế quốc Nhật Bản nhằm mục đích thu hút Hạm đội Thái Bình Dương của Hoa Kỳ vào một trận chiến hủy diệt duy nhất, buộc Hoa Kỳ phải chấp nhận điều kiện cho hòa bình. Đây là một phần lý do đằng sau cuộc tấn công bất ngờ Trân Châu Cảng và Trận Midway. Mục tiêu này chưa bao giờ đạt được vì nhiều lý do. Đầu tiên, Hải quân Hoa Kỳ cảnh giác với việc đưa tất cả các lực lượng của mình vào một trận chiến lớn. Hơn nữa, Hải quân Đế quốc Nhật Bản tập trung rất nhiều nỗ lực để chuẩn bị cho một trận chiến lớn (không bao giờ thực sự xảy ra) nên họ bỏ qua việc tập trung lực lượng bảo vệ các đường cung cấp hải quân của mình, vốn nhanh chóng trở thành con mồi của chiến lược Fabian bởi hải quân Hoa Kỳ. Ngay cả những chiến thắng của Nhật Bản như Trận chiến ở quần đảo Santa Cruz đã không thể tiêu diệt hoàn toàn đối thủ của họ. “Cuộc chiến quyết định”   như mong muốn của Nhật Bản chống lại Hải quân Hoa Kỳ không bao giờ đến, và Hải quân Đế quốc Nhật Bản đã dần dần bị phá hủy.
Kể từ Thế chiến thứ nhất, mô hình quân đội vận động ở vùng nông thôn trống trong nhiều tuần và sau đó gặp nhau trong một trận chiến kéo dài thường một ngày không còn áp dụng nữa, ít nhất là chiến tranh giữa các cường quốc. Thay vào đó, quân đội được triển khai tại chiến tuyến liên tục và kéo dài hàng trăm dặm. Do đó, trận chiến hủy diệt chỉ xuất hiện trong một số tình huống, và không quyết định đến thay đổi lớn của chiến cuộc.